# Championnat de Tunisie de football 1989-1990
Navigation
Saison précédente Saison suivante
La saison 1989-1990 du championnat de Tunisie de football est la 35e édition de la première division tunisienne à poule unique, la Ligue Professionnelle 1. Les quatorze meilleurs clubs tunisiens jouent les uns contre les autres à deux reprises durant la saison, à domicile et à l'extérieur. En fin de saison, les deux derniers du classement sont relégués et remplacés par les deux meilleurs clubs de Ligue Professionnelle 2.
Cette saison, c'est le Club africain, très souvent dauphin en championnat, qui remporte la compétition en terminant à égalité de points avec le tenant du titre, l'Espérance sportive de Tunis. Le premier est sacré grâce aux résultats favorables obtenus contre la seconde lors de leurs confrontations (une victoire et un match nul). C'est le neuvième titre de l'histoire du club, qui réussit une saison complète en atteignant également la finale de la coupe d'Afrique des vainqueurs de coupe 1990.

## Clubs participants
| - Avenir sportif de Kasserine - Sfax railway sport - Club africain - Espérance sportive de Tunis - Étoile sportive du Sahel - Club sportif de Hammam Lif - Promu de LP2 - Avenir sportif de La Marsa | - Union sportive monastirienne - Stade tunisien - Club sportif sfaxien - Club olympique des transports - Club sportif des cheminots - Promu de LP2 - Olympique de Béja - Avenir sportif d'Oued Ellil - Promu de LP2 |

## Compétition

### Classement
Le barème de points servant à établir le classement se décompose ainsi :
- Victoire : 4 points
- Match nul : 2 points
- Défaite : 1 point

| Rang | Équipe                          | Pts | J  | G  | N  | P  | Bp | Bc | Diff |
| ---- | ------------------------------- | --- | -- | -- | -- | -- | -- | -- | ---- |
| 1    | Club africain                   | 83  | 26 | 17 | 6  | 3  | 42 | 12 | +30  |
| 2    | Espérance sportive de Tunis     | 83  | 26 | 16 | 9  | 1  | 44 | 11 | +33  |
| 3    | Stade tunisien                  | 82  | 26 | 16 | 8  | 2  | 40 | 18 | +22  |
| 4    | Étoile sportive du Sahel        | 73  | 26 | 13 | 8  | 5  | 35 | 20 | +15  |
| 5    | Club sportif de Hammam Lif (P)  | 61  | 26 | 10 | 5  | 11 | 17 | 20 | -3   |
| 6    | Avenir sportif de La Marsa (C)  | 60  | 26 | 8  | 10 | 8  | 26 | 21 | +5   |
| 7    | Sfax railway sport              | 57  | 26 | 8  | 7  | 11 | 23 | 28 | -5   |
| 8    | Avenir sportif d'Oued Ellil (P) | 55  | 26 | 9  | 2  | 15 | 23 | 36 | -13  |
| 9    | Club sportif sfaxien            | 55  | 26 | 7  | 8  | 11 | 24 | 38 | -14  |
| 10   | Club olympique des transports   | 54  | 26 | 6  | 10 | 10 | 19 | 26 | -7   |
| 11   | Olympique de Béja               | 53  | 26 | 7  | 6  | 13 | 22 | 32 | -10  |
| 12   | Union sportive monastirienne    | 50  | 26 | 6  | 6  | 14 | 25 | 35 | -10  |
| 13   | Club sportif des cheminots (P)  | 47  | 26 | 4  | 9  | 13 | 18 | 41 | -23  |
| 14   | Avenir sportif de Kasserine -2  | 44  | 26 | 4  | 8  | 14 | 16 | 36 | -20  |

|  | Qualification pour la coupe des clubs champions africains 1991                               |
|  | Qualification pour la coupe d'Afrique des vainqueurs de coupe 1991                           |
|  | Relégation directe en deuxième division                                                      |
|  | (T) Tenant du titre (C) Vainqueur de la coupe de Tunisie (P) Club promu de deuxième division |

L'Avenir sportif de Kasserine perd deux rencontres sur tapis vert (score 0-3) face à l'Union sportive monastirienne et l'Espérance sportive de Tunis.

## Bilan de la saison
| Championnat de Tunisie de football 1989-1990 |                                |
| Champion                                     | Club africain (9e titre)       |
| Coupes et trophées                           |                                |
| Vainqueur de la Coupe de Tunisie 1989-1990   | Avenir sportif de La Marsa     |
| Qualifications continentales                 |                                |
| Coupe des clubs champions africains 1991     | Club africain                  |
| Coupe d'Afrique des vainqueurs de coupe 1991 | Avenir sportif de La Marsa     |
| Promotions et relégations                    |                                |
| Promus en Ligue Professionnelle 1            | Club athlétique bizertin       |
| Promus en Ligue Professionnelle 1            | Jeunesse sportive kairouanaise |
| Relégués en Ligue Professionnelle 2          | Club sportif des cheminots     |
| Relégués en Ligue Professionnelle 2          | Avenir sportif de Kasserine    |